# الكدحة (النادرة)

تعديل مصدري - تعديل

الكدحة محلة تابعة لقرية اللفج الاعلى، التابعة لعزلة حزيب بمديرية النادرة إحدى مديريات محافظة إب في الجمهورية اليمنية، بلغ تعداد سكانها 38 حسب تعداد اليمن لعام 2004.